# Strajna
Strajna este o localitate din comuna Podlehnik, Slovenia, cu o populație de 89 de locuitori.